# Robert C. Thorne

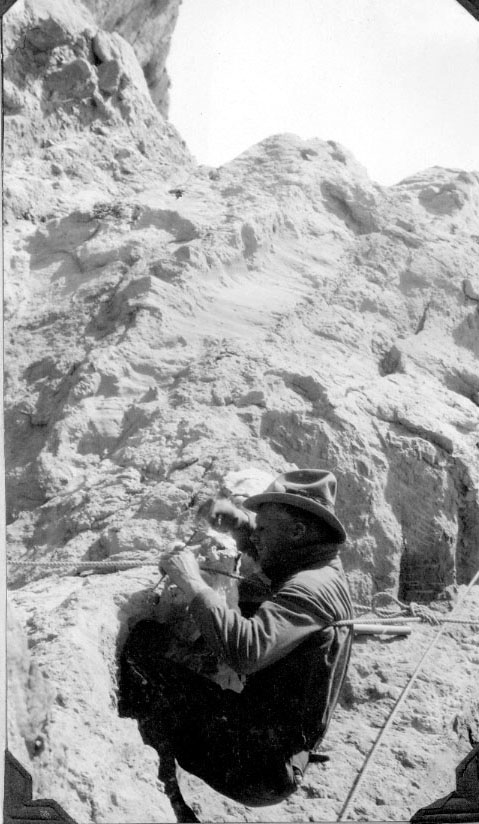
Robert C. Thorne trabajando en un esqueleto de Doedicurus, 1926

Robert Coin Thorne (25 de noviembre de 1898 – 27 de mayo de 1960) fue un paleontólogo estadounidense.

## Biografía
Thorne nació en Ashley, Utah.
Participó en la 2ª Expedición Paleontológica Capitán Marshall en 1926. Otros participantes de la expedición fueron Elmer S. Riggs (líder y fotógrafo), Rudolf Stahlecker (recolector) y Felipe Méndez. La expedición dio comienzo en abril de 1926 y finalizó en noviembre del mismo año. El propósito fue la recolección de la geología fósil en Puerta Corral Quemado, provincia de Catamarca, Argentina. La expedición fue todo un éxito, obteniendo incluso nuevas especies de Stahleckeria durante estas colaboraciones.
Fue veterano de la Primera Guerra Mundial, arriero de mulas y recolector de fósiles. Se casó con Constance, con quien tuvo un hijo, R. Neil Thorne. Sus cartas sobre la expedición dirigidas a su esposa fueron publicadas por su hijo setenta años después.
Falleció en Vernal, Utah.